# Hyperolius raymondi
Hyperolius raymondi é uma espécie de anfíbio anuros da família Hyperoliidae. Está presente em Angola. A UICN classificou-a como pouco preocupante.